# Гербеков, Аскербий Иссаевич
Гербеков Аскербий Иссаевич (род. 1 июня 1996 года) — российский и бахрейнский дзюдоист и самбист. Мастер спорта России по дзюдо, Мастер спорта России международного класса по самбо. Участник Летних Олимпийских игр 2024 в Париже.

## Биография
Учился в лицее №1 г. Усть-Джегута, окончил школу в 2013 г.
Спортсмен из Карачаево-Черкесии Аскербий Гербеков стал безоговорочным победителем первенства Северо-Кавказского федерального округа среди юниоров по дзюдо, что позволило ему принять участие в первенстве России.
МЕЖДУНАРОДНЫЙ ТУРНИР «МЕМОРИАЛ М. БУРДИКОВА» (МУЖЧИНЫ, ЖЕНЩИНЫ)

## Спортивные достижения
Страна — Россия
- Первенство России по самбо до 20 лет г. Сочи 1-место 2016г 74 кг[5] — ;
- Первенство мира по самбо до 20 лет 3- место Румыния 2016 74 кг — ;
- Международный турнир по самбо 3- место г. Кстово 2016 74 кг[6] — ;
- Первенство Россий по дзюдо до 23 лет 3м Смоленск 73 кг[7][8]— ;
- Чемпионат России по самбо 2-место г. Оренбург 2021г 79 кг[9] — ;
- XXV Международный турнир категории «А» по самбо на призы Президента Республики Беларусь Минск 1-место 2021г(Кубок мира) 79 кг[10]— ;
- Чемпионат Европы по самбо 1-место Кипр Лимасол 2021 79 кг[11] — ;

Страна — Бахрейн
- 3rd GCC GAMES по дзюдо 1-место Кувейт 2022г[12] — ;
- Чемпионат Арабских стран по дзюдо 1-место Катар 2023г 81 кг — ;
- Этап кубка мира по дзюдо 1-место Тунис 2022г 81 кг — ;
- Этап кубка Европы по дзюдо 2- место Испания Мадрид 2022г 81 кг[13] — ;
- Большой шлем по дзюдо 3- место Баку 2022 81 кг[14] — ;